# Yoel Rodríguez
Yoel Rodríguez Oterino (* 28. August 1988 in Vigo) ist ein spanischer Fußballtorhüter, der seit 2024 bei Racing de Ferrol unter Vertrag steht.

## Karriere
Yoel wurde in Vigo geboren und entstammte der Jugendakademie des örtlichen Celta Vigo. In der Saison 2009/10 stieg er in die erste Mannschaft auf, die in der Segunda División spielte. Am 10. Februar 2010 wurde er nach einer Reihe guter Leistungen im Copa del Rey von Trainer Juan Ramón López Caro in das Trainingslager der spanischen U21-Nationalmannschaft berufen.
Yoel war in der Saison 2011/12 Stammspieler und absolvierte 25 Spiele bei seiner Rückkehr in die La Liga nach fünf Jahren. Für die darauffolgende Saison wurde er jedoch an den benachbarten CD Lugo ausgeliehen, der ebenfalls in der zweiten Liga spielte.
Am 31. Juli 2014 wurde Yoel für ein Jahr an den FC Valencia ausgeliehen, wobei der Verein eine Kaufoption nach Ablauf dieser Zeit hatte. Sein Pflichtspieldebüt gab er am 19. Oktober bei der 0:3-Auswärtsniederlage gegen Deportivo La Coruña.
Am 19. November 2015, nachdem er trotz Verletzungen von Diego Alves und Mathew Ryan in der Saison nicht zum Einsatz gekommen war, wurde Yoel bis Juni an Rayo Vallecano ausgeliehen, um Toños schwere Verletzung zu überbrücken. Am 20. Dezember stand er im Estadio Santiago Bernabéu im Tor, doch seine Mannschaft musste über 60 Minuten mit neun Spielern antreten und unterlag schließlich Gastgeber Real Madrid mit 2:10.